# Lutzomyia xerophila
Lutzomyia xerophila är en tvåvingeart som beskrevs av Young D. G., Brenner R. J., Wargo M. J. 1983. Lutzomyia xerophila ingår i släktet Lutzomyia och familjen fjärilsmyggor. Inga underarter finns listade i Catalogue of Life.